# Bogumiła Pilarczyk
Bogumiła Małgorzata Pilarczyk (ur. 9 grudnia 1968 w Człopie) – polska profesor nauk rolniczych w zakresie zootechniki o specjalności higiena zwierząt i parazytologia, nauczyciel akademicki

## Życiorys
Bogumiła Pilarczyk jest absolwentką Wydziału Zootechnicznego Akademii Rolniczej w Szczecinie (1994). Bezpośrednio po studiach podjęła 4-letnie studia doktoranckie na macierzystej Uczelni. W 1998 z wyróżnieniem obroniła pracę doktorską Wpływ warunków środowiskowych na przebieg inwazji pierwotniaków z rodzaju Eimeria u bydła na Pomorzu Zachodnim, otrzymując stopień doktora nauk rolniczych w zakresie zootechniki. W tym samym roku została zatrudniona na stanowisku adiunkta w Katedrze Higieny Zwierząt i Profilaktyki. Doktorem habilitowanym została w 2008 na podstawie monografii Wpływ selenu i chitozanu na przebieg doświadczalnej toksokarozy u myszy. W 2014 otrzymała tytuł naukowy profesora nauk rolniczych i została zatrudniona na stanowisku profesora nadzwyczajnego. Od 2018 pracuje na stanowisku profesora.  

## Udział w organizacji nauki
Bogumiła Pilarczyk w latach 2002–2008 była członkiem Senatu Akademii Rolniczej w Szczecinie, a od 2009 jest członkiem Senatu Zachodniopomorskiego Uniwersytetu Technologicznego w Szczecinie. W latach 2008–2016 pełniła funkcję Prodziekana Wydziału Biotechnologii i Hodowli Zwierząt. Aktywnie uczestniczy w pracy wielu komisjach senackich, uczelnianych i wydziałowych, a także w licznych zespołach. Współorganizowała kilkanaście zjazdów, sympozjów i konferencji naukowych i dydaktycznych. 
Od 2018 nieprzerwanie jest wybranym członkiem Komitetu Nauk Zootechnicznych i Akwakultury PAN. Jest przewodniczącą Komisji Dobrostanu Zwierząt i Jakości Produktów tego Komitetu. 
Profesor Pilarczyk należy do Polskiego Towarzystwa Parazytologicznego (w oddziale szczecińskim: wiceprzewodnicząca w latach 2007–2010 oraz przewodnicząca w latach 2010–2013), Polskiego Towarzystwa Magnezologicznego i Polskiego Towarzystwa Zootechnicznego.

## Praca naukowo-dydaktyczna
W dorobku naukowym profesor Bogumiły Pilarczyk można wyróżnić następujące nurty badawcze: badania nad parazytofauną, profilaktyką oraz zwalczaniem chorób pasożytniczych u zwierząt i ich rolą w przenoszeniu zoonoz; ocena stopnia zaopatrzenia i konsekwencje niedoboru selenu w organizmie zwierząt; wykorzystanie zwierząt w biomonitoringu pierwiastków śladowych (w tym metali toksycznych) oraz polichlorowanych bifenyli; badania nad możliwością zastosowania w  produkcji  zwierzęcej nowych, bezpiecznych dla zwierząt i środowiska, preparatów biologicznych. 
Za kompleksowe badania poziomu selenu i metali ciężkich w organizmach różnych gatunków zwierząt została uhonorowana prestiżową nagrodą – Zachodniopomorskim Noblem, nadanym przez Kapitułę Zachodniopomorskiego Klubu Liderów Nauki. 
Profesor Bogumiła Pilarczyk prowadziła/prowadzi wykłady i ćwiczenia dla studentów kierunków zootechnika, biologia, biotechnologia, bioinformatyka i kynologia oraz zajęcia na studiach podyplomowych. Wśród wykładanych przedmiotów są m.in. parazytologia, higiena zwierząt i profilaktyka zootechniczna, profilaktyka i higiena w skupie i obrocie produktami pochodzenia zwierzęcego, higiena w obrocie towarami pochodzenia zwierzęcego, dobrostan zwierząt, diagnostyka laboratoryjna, skażenie środowiska (chemiczne, biologiczne, fizyczne), etyczne i prawne aspekty pracy ze zwierzętami, wybrane choroby psów, pet sitting i hotele dla zwierząt, projektowanie schronisk i przytulisk dla zwierząt. 
Wypromowała 3 doktorów i ponad 100 magistrów i inżynierów. Jest autorką lub współautorką ponad 160 artykułów naukowych, monografii oraz rozdziałów w książkach naukowych. 

## Wybrane publikacje
- Ekonomiczne konsekwencje kokcydiozy u cieląt. „Wiad. Parazyt. ”1999, 45(2), s. 199-205[12]
- Dynamika przebiegu inwazji Eimeria spp. u cieląt nieleczonych i leczonych Baycoxem. „Med. Weter.” 1999, 55(8), s.523-526 (wsp. A. Balicka-Ramisz, M. Prost)[7]
- Występowanie Cryptosporidium sp. u cieląt pochodzących od krów importowanych jako jałowice cielne z Holandii. „Med. Wet.” 2003, 59(12), s.1135-1136 (wsp. A. Balicka-Ramisz, A. Ramisz)
- Occurrence of gastrointestinal and pulmonary nematodes of fallow deer (Dama dama L.) in North-West Poland. „Acta Parasitol.” 2005, 50(1), s.94-96 (wsp. A. Balicka-Ramisz, A. Ramisz, A. Cisek)
- Selengehalte im Blutserum von Kühen, Schafen und Schweinen in der Westukraine und Westpommern. „Tierärztl. Umschau” 2007, 62, s.123-126. (wsp. A. Balicka-Ramisz, A. Ramisz, S. Vovk, B. Krużel, A. Tomza)
- Glutathione peroxidase (GSHPx) activity in the liver of red deer in relation to hepatic selenium concentrations, sex, body weight and season of the year.„ Biol. Trace Elem. Res.” 2011, 144(1), s. 560-569. (wsp. R. Drozd, R. Pilarczyk R., A. Tomza-Marciniak A., D. Jankowiak, D. Hendzel, J. Kuba, J. Kowalska)
- Content of essential and non-essential elements in wild animals from western Ukraine and the health risks associated with meat and liver consumption. „Chemosphere” 2019, 244, 125506 (wsp. A. Tomza-Marciniak, R. Pilarczyk, J. Udała, B. Kruzhel, M. Ligocki)
- Iodine. [w:] „Mammals and birds as bioindicators of  trace element contaminations in terrestrial environments, an ecotoxicological assessment of the northern chemisphere” (Ed. E. Kalisińska). „Springer Nature Switzerland AG” 2019, s. 163-180  (wsp. A. Tomza-Marciniak, R. Pilarczyk, A. Marciniak, M. Bąkowska, J. Udała, B. Kruzhel, M. Ligocki)
- A comparison of the prevalence of the parasites of the digestive tract in goats from organic and conventional farms. „Animals” 2021, 11(9), 2581, 14 ss. (wsp. A. Tomza-Marciniak, R. Pilarczyk, E. Bombik)
- Goose meat as a nutritional source of dietary selenium. „J. Elementol.” 2022, 27(3), s. 521-531 (wsp. Z. Goluch)

## Odznaczenia i nagrody
- Zachodniopomorski Nobel (2011) za kompleksowe badania poziomu selenu i metali ciężkich w organizmach różnych gatunków zwierząt[10]
- Medal Komisji Edukacji Narodowej (2013)
- Srebrny Krzyż Zasługi (2019)
- Odznaka Honorowa Zasłużony dla rolnictwa (2019)
- Medal Srebrny za Długoletnią Służbę (2023)
- 5 nagród indywidualnych JM Rektora Zachodniopomorskiego Uniwersytetu Technologicznego w Szczecinie za działalność naukową (2008, 2011, 2013, 2014, 2019)
- 2 nagrody zespołowe JM Rektora Akademii Rolniczej w Szczecinie za działalność naukową (2003, 2004)
- 4 nagrody zespołowe JM Rektora Zachodniopomorskiego Uniwersytetu Technologicznego w Szczecinie za działalność naukową (2009, 2012, 2014, 2015)